# Circuit de Spa-Francorchamps
Le circuit de Spa-Francorchamps est un circuit automobile situé à Francorchamps dans la province de Liège, en Belgique. Il accueille chaque année le Grand Prix de Belgique de Formule 1 et la course d'endurance des 24 Heures de Spa, ainsi que d'autres courses nationales et internationales.
C'est un des circuits préférés des pilotes en raison de la variété de son tracé dans le paysage montueux de l'Ardenne belge qui permet aux pilotes de mettre leur talent en valeur,,. On le surnomme parfois le « toboggan des Ardennes ».
Bien que le nom de la ville de Spa, voisine, y soit associé, aucune partie du circuit ne se situe sur son territoire. Le circuit se trouve aux abords du village de Francorchamps dans la commune de Stavelot avec des incursions sur le territoire de la commune de Malmedy, à l'est de l'Ardenne.

## Le tracé historique

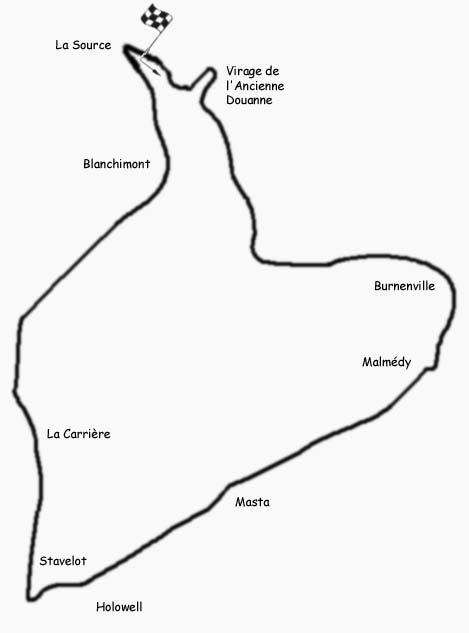
L'ancien tracé de Spa-Francorchamps depuis 1921.

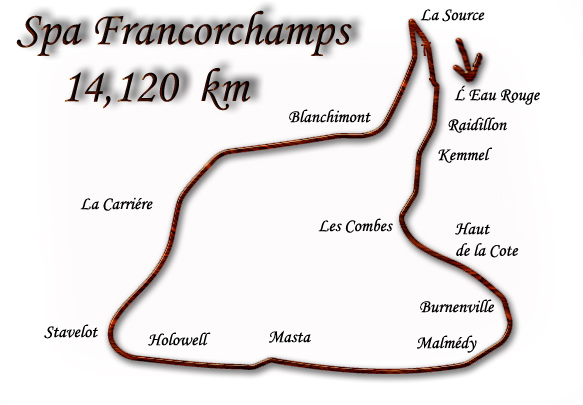
L'ancien tracé de Spa-Francorchamps entre 1950 et 1970. À partir de 1958, le tracé développe 14.100 km et non plus 14.120 km.

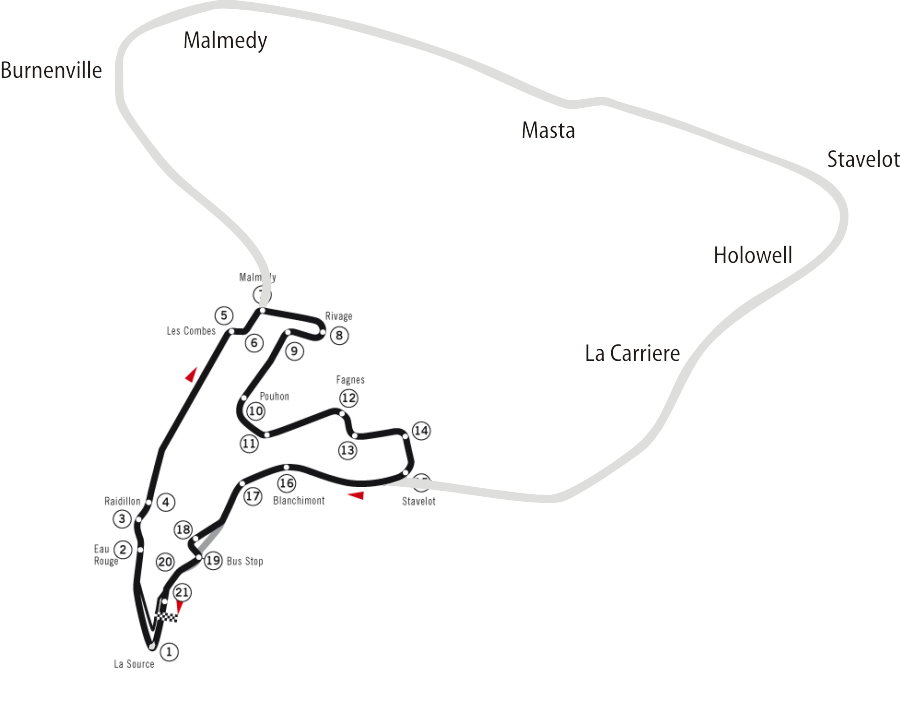
L'ancien tracé et la version moderne.

Conçu en 1921 par Jules de Thier, PDG du journal La Meuse, Joseph de Crawhez (bourgmestre de Spa), Henry Langlois Van Ophem (président de la commission sportive de l'Automobile Club de Belgique) et secondé par le baron Raymond de Tornaco, le tracé original de 14,981 km avait la forme d'un triangle reliant Francorchamps, Malmedy et Stavelot et utilisait des routes publiques ouvertes à la circulation en temps normal. Les 24 heures de Spa-Francorchamps y furent organisées pour la première fois en 1924 et le Grand Prix de Belgique dès l'année suivante.
À l'époque, les concepteurs voulaient créer un circuit très rapide et les aménagements apportés au fil du temps reflètent cet état d'esprit. Ainsi, le virage en « U » « de l'ancienne douane » (prussienne jusqu'en 1871, allemande jusqu'en 1920 ; l'Eau rouge était frontière d'État, seule la rive droite était belge), est remplacé en 1939 par un virage plus court et plus rapide, le Raidillon de l'Eau Rouge, devenu le plus célèbre du circuit.
Par ailleurs, l'ancien tracé quitte le tracé actuel aux Combes, là où la piste continuait tout droit pendant quelques centaines de mètres avant le virage à gauche dit « des Combes » qui ouvre la longue descente de Burnenville. Celle-ci se termine par un long virage à droite extrêmement rapide qui lui-même donne sur le virage de Malmedy. En 1970, pour le dernier Grand Prix de Belgique sur l'ancien tracé, on y installa une chicane pour ralentir un peu les Formule 1. Après Malmedy, les bolides devaient négocier la longue ligne droite de Masta avant d'aborder à la vitesse maximale, le « S » de Masta, rapide et dangereux à cause des maisons qui bordent la piste.
Après le « S » de Masta, les pilotes devaient négocier une autre ligne droite, appelée « Holowell » par les anglophones (du nom du pilote motocycliste Bill Holowell qui y trouva la mort), avant d'aborder le virage de Stavelot. Ce dernier est initialement un virage assez serré quasiment aux portes de la ville de Stavelot mais par la suite, on créera une nouvelle portion de piste plus courte avec un virage moins serré et légèrement relevé permettant une vitesse de passage plus élevée. Cette modification fixera la longueur du tracé à 14,120 km. Après Stavelot, la piste se dirige vers la Carrière puis Blanchimont et la partie actuelle du circuit par une série de virages rapides bordés d'un côté de talus et de l'autre de ravines. Le tour se termine par l'épingle très serrée de « La source », l'endroit le plus lent du circuit.
Au fil du temps, les vitesses atteintes par les voitures rendent le circuit de plus en plus dangereux pour la sécurité des concurrents. Ainsi, Jackie Stewart devient un adversaire acharné du circuit depuis son accident à Masta en 1966. Dan Gurney avait l'habitude de dire de ce circuit qu'il « différenciait les hommes des petits garçons ». En raison de problème de sécurité, le Grand Prix de Belgique n'est pas disputé en 1969. Les F1 reviennent une dernière fois sur l'ancien Francorchamps en 1970 et le GP est remporté par Pedro Rodriguez sur une BRM P153.
Durant les années qui suivent, le circuit est encore le théâtre de courses de Sport-prototypes, les 1 000 km de Spa. Des événements spéciaux se dérouleront aussi comme Spa Italia.
Au cours de l'édition de 1973, le Français Henri Pescarolo, sur une Matra 670B, établit le record de vitesse du circuit dans sa configuration ancienne et le record mondial de vitesse sur circuit « routier », à savoir un tour en 3 min 13 s 4, à la vitesse moyenne de 262,461 km/h. Mais cette année-là les accidents mortels de Joisten, Dubos et Larini lors de la course des 24 Heures de Spa conduisent à une redéfinition partielle du circuit.
L'ancien tracé est définitivement abandonné en 1978, et on inaugure en 1979 le nouveau circuit d'une longueur de 6,947 km. La nouvelle portion fait la jonction entre les Combes et le nouveau virage Paul Frère à Blanchimont.
Jusque dans les années 2000, le circuit était emprunté par la N 62, et donc partiellement accessible par tous pour aller de Spa à Malmedy. La construction d'une déviation de cette nationale a permis de rendre celui-ci permanent. Il est interdit à la circulation publique pendant l'été dès 2003, puis définitivement destiné à la course peu après.

## Circuit actuel

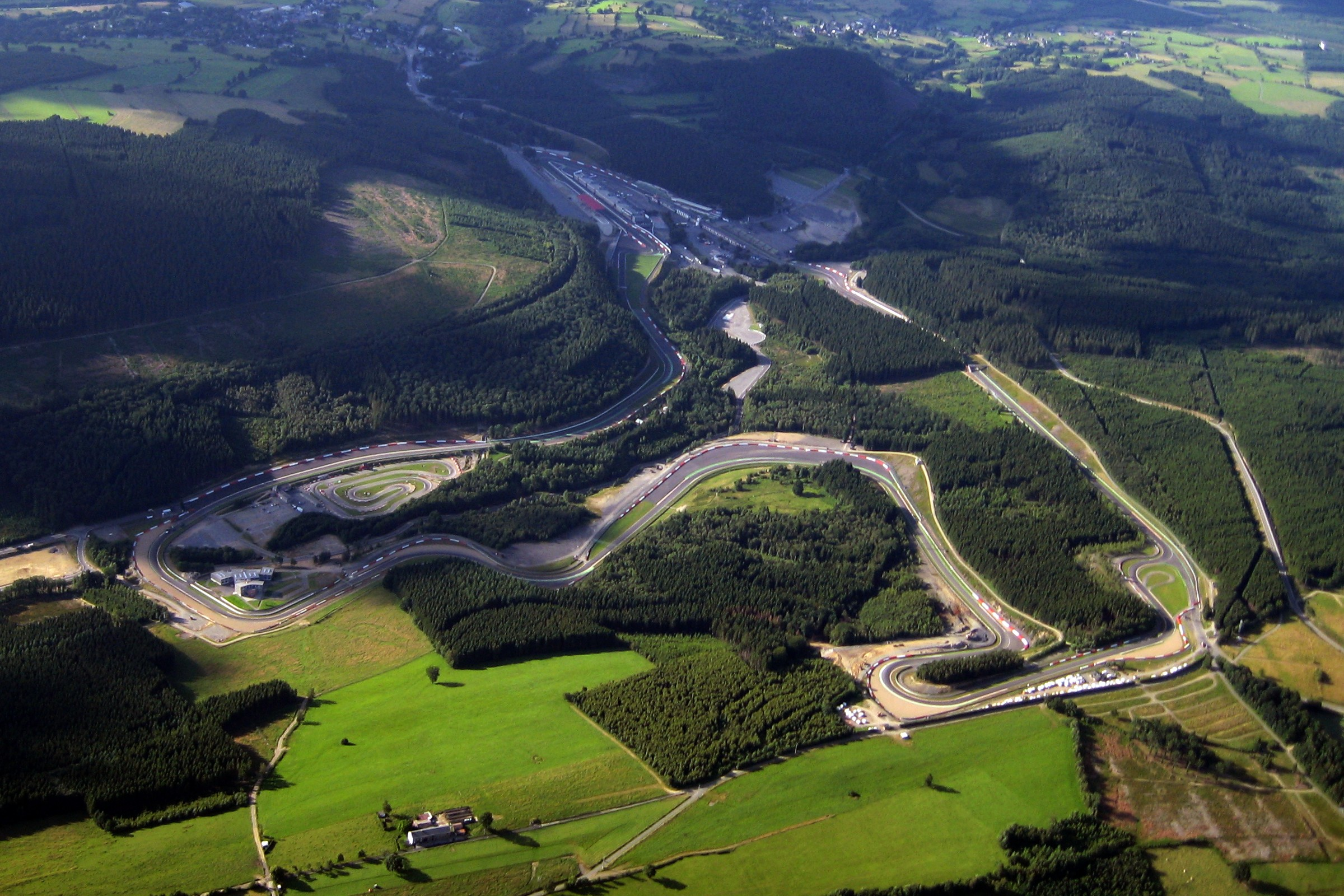
Vue d'ensemble.

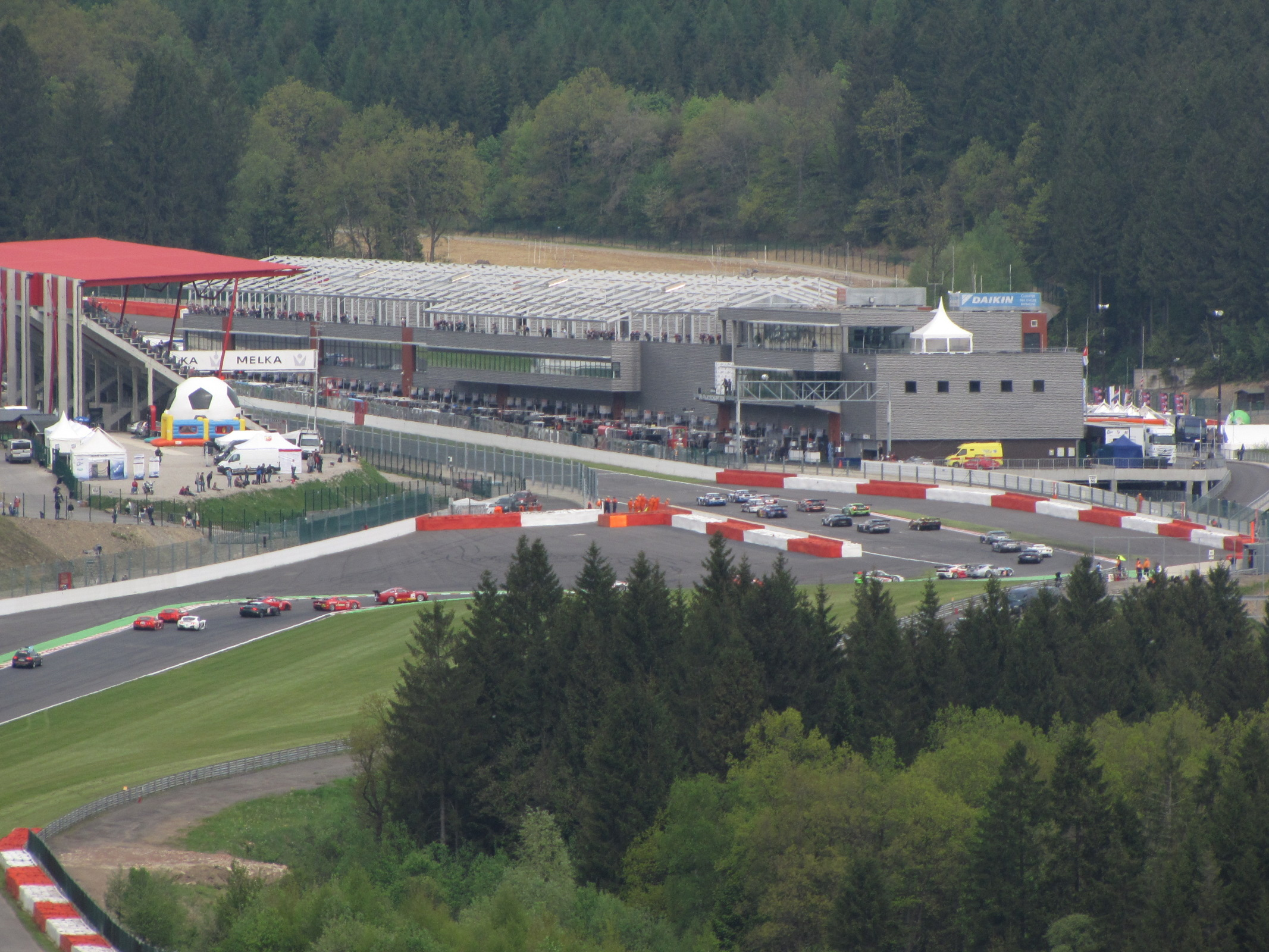
Le nouveau bâtiment des stands.

Le circuit utilisé actuellement a été modifié à diverses reprises et est dorénavant un circuit permanent de 7 004 mètres de développement. Il s'agit toujours d'un circuit très rapide et vallonné, reprenant une partie de l'ancien tracé, qui présente des caractéristiques appréciées par les plus grands pilotes mondiaux des différentes catégories et où les bolides peuvent toujours dépasser les 320 km/h.
Spa-Francorchamps est également célèbre pour ses caprices météorologiques. Régulièrement, le circuit se trouve différemment exposé selon les secteurs, par endroits sec et stable tandis que d'autres parties sont humides et glissantes.
D'octobre 2006 à mai 2007, le circuit a été modernisé et sa sécurité améliorée. Il a vu la construction de nouveaux stands F1 aux normes FIA, la modification de la chicane avec son accès aux stands, l'allongement et élargissement de la ligne de départ F1, l'aménagement d'un dégagement à l'épingle de « La Source », la modification de la sortie des stands qui se fait maintenant après l'épingle de la Source dans le haut de la descente qui mène au virage de l'« Eau rouge », la création et l'asphaltage de nombreux dégagements, ainsi que la construction de nouvelles tribunes.
Le 21 mars 2010, le tunnel qui passe sous la piste juste après le virage Stavelot (entre les postes 20 et 21) s'étant partiellement effondré, le circuit fait l'objet d'une fermeture jusqu'au 4 avril 2010.
Lors de la troisième étape du Tour de France 2017, les coureurs empruntent le tracé du circuit depuis La Source jusqu'au raccordement avec l'ancien circuit, juste avant Blanchimont.

## Eau Rouge

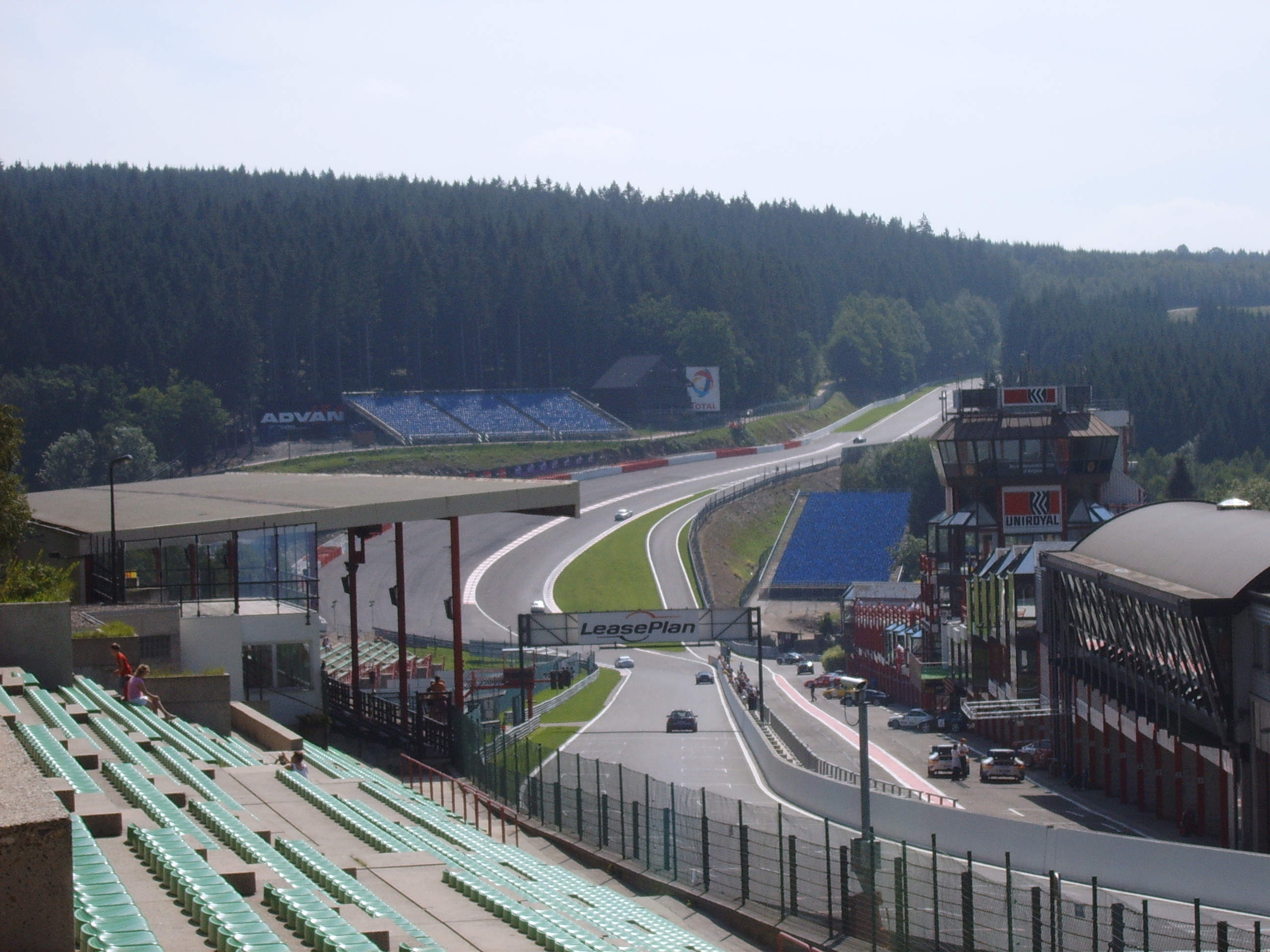
Le « raidillon », au franchissement de la vallée de l'Eau Rouge en 2005.

La partie la plus célèbre du circuit est le Raidillon de l'Eau Rouge. Cette section est constituée d'une succession de virages qui commence après un léger gauche en descente menant à une cuvette suivie d'une courbe à droite en forte pente (le dénivelé est d'environ 40 mètres de la base à la sortie), montée suivie d'une courbe à gauche à son sommet avant d'entamer la ligne droite de Kemmel.
Les pilotes prennent leur élan dans la descente suivant la sortie de l'épingle de la Source et, aujourd'hui, la plupart des voitures de toutes catégories passent cet enchaînement à fond ; à plus de 300 km/h dans le cas des LMP1 et des F1.
Le pilote allemand Stefan Bellof y meurt en 1985 au volant d'une Porsche 956 lors des 1 000 km de Spa.
En Formule 1, Jacques Villeneuve est sorti de piste très violemment à cet endroit en 1998 et en 1999, tout comme Alessandro Zanardi en 1993.
Le 31 août 2019, le pilote français Anthoine Hubert est victime d'un accident lors de la course longue de Formule 2. Après une violente sortie de piste, sa monoplace de l'écurie Arden International, en perdition revenant sur la piste après avoir percuté le rail de sécurité à la suite d'un accrochage avec la voiture de Giuliano Alesi (parti en tête à queue à la sortie du virage en haut du Raidillon de l'Eau Rouge), est percutée à pleine vitesse par celle de l'Américain Juan Manuel Correa et se désintégre sous la violence du choc, coupée en deux. Il meurt des suites de ses blessures une heure et demie après l'accident,,.
Le 1er juillet 2023, le pilote néerlandais Dilano van 't Hoff se tue lors de la deuxième course de Formule Régionale, victime d'une collision dans la ligne droite des Combes, qui suit la montée du Raidillon.

## Structure financière
Jusqu'en 2011, le circuit est géré par l'Association intercommunale pour l'exploitation du circuit de Spa-Francorchamps pour l'infrastructure et par la S.A. Circuit de Spa-Francorchamps pour l'exploitation.
Les deux entreprises fusionnent pour devenir la S.A. Le Circuit de Spa-Francorchamps, propriété de la Société wallonne de gestion et participations,.

## Galerie

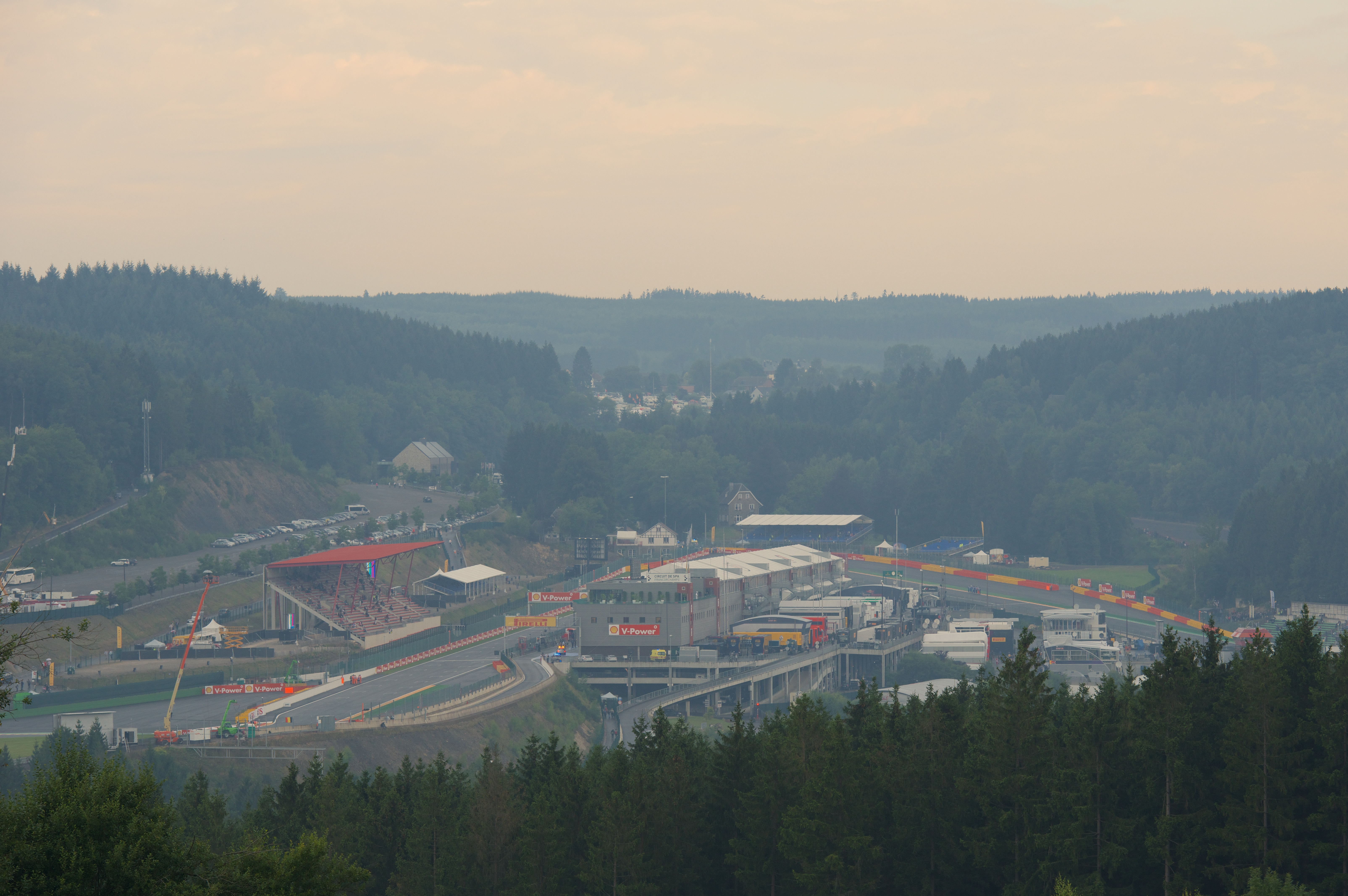
Vue arrière des stands (construits sur piliers), depuis les hauteurs (2013).
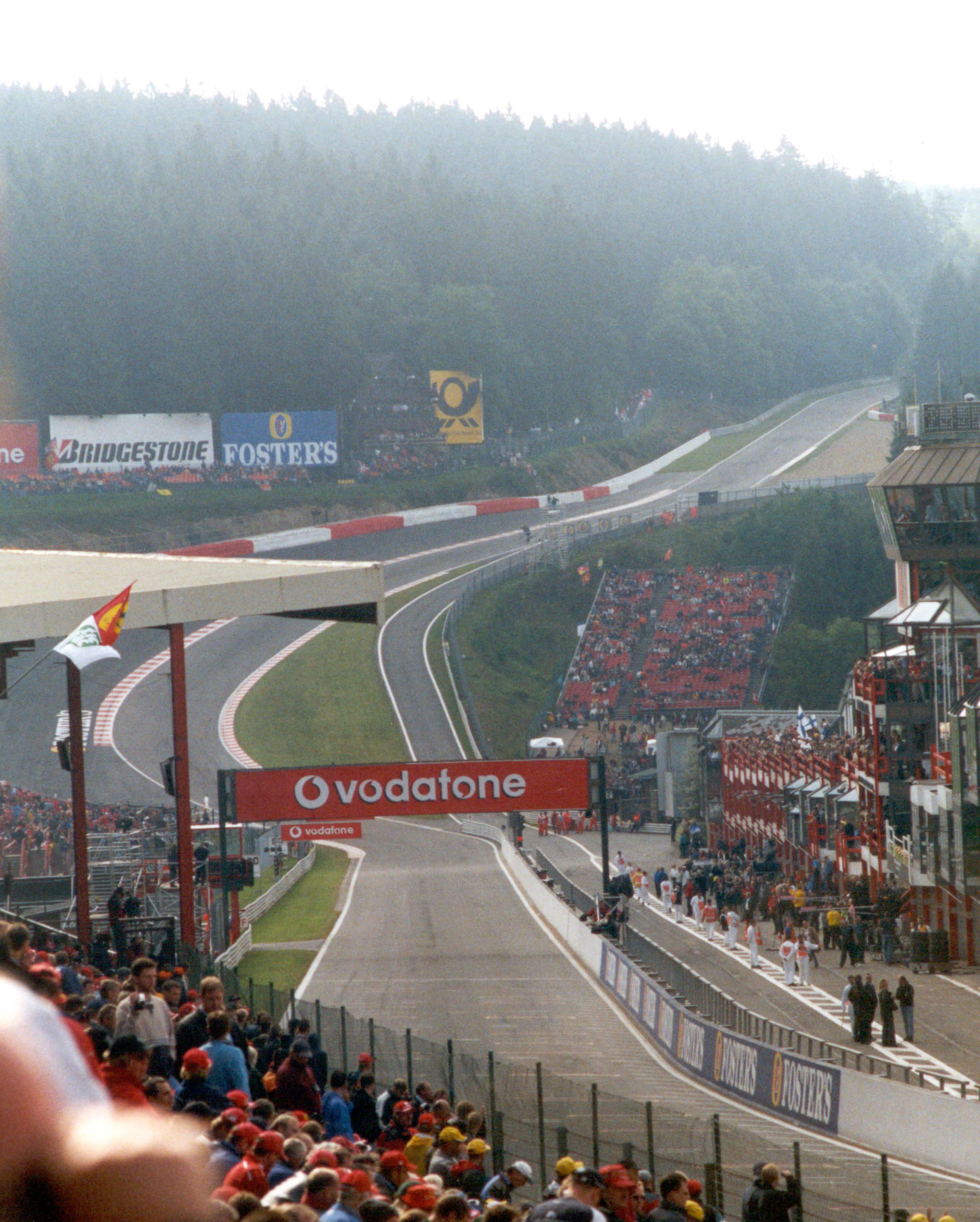
Le « raidillon » en 2001.
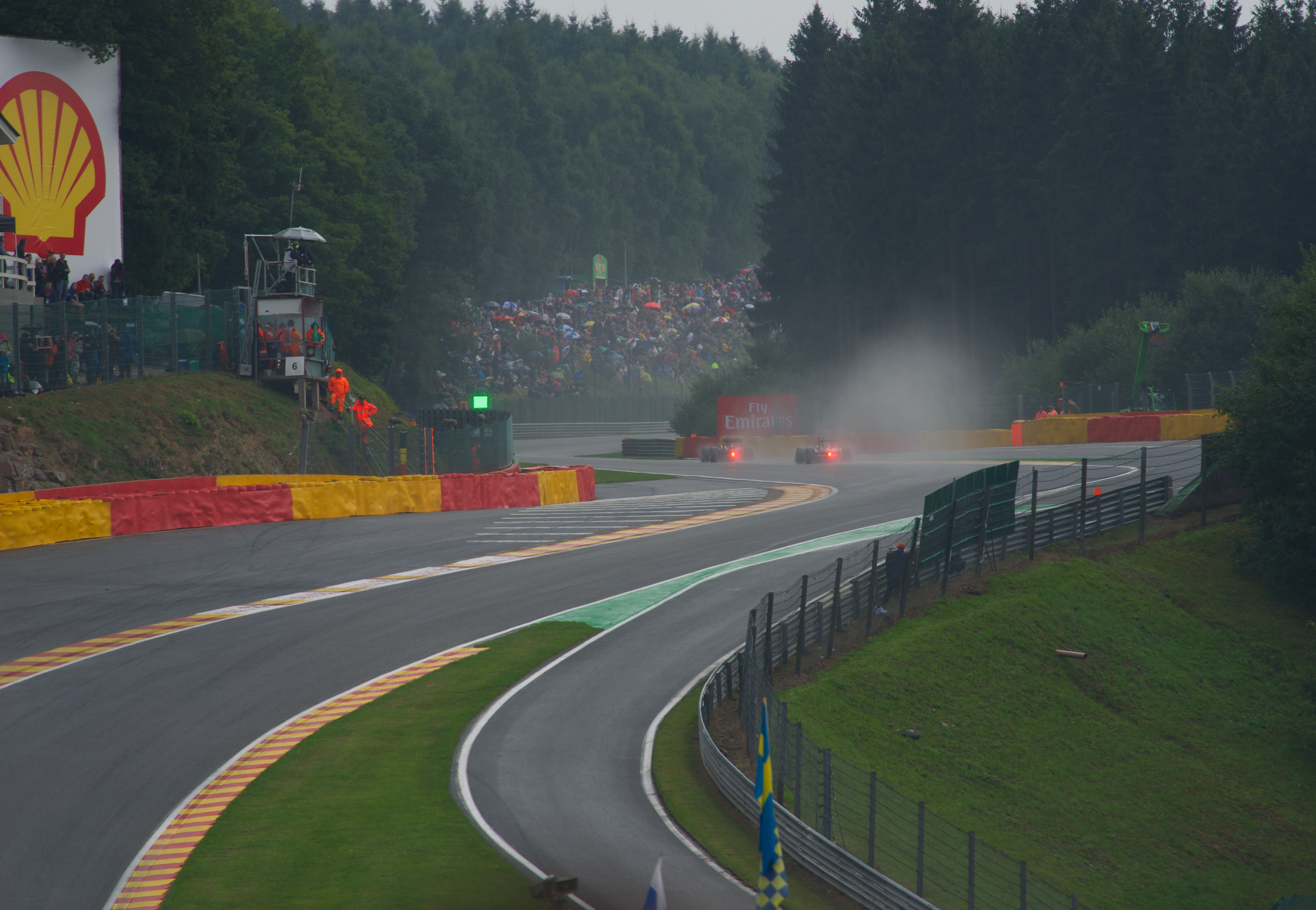
Le sommet du raidillon, piste trempée (GP F1 2013).
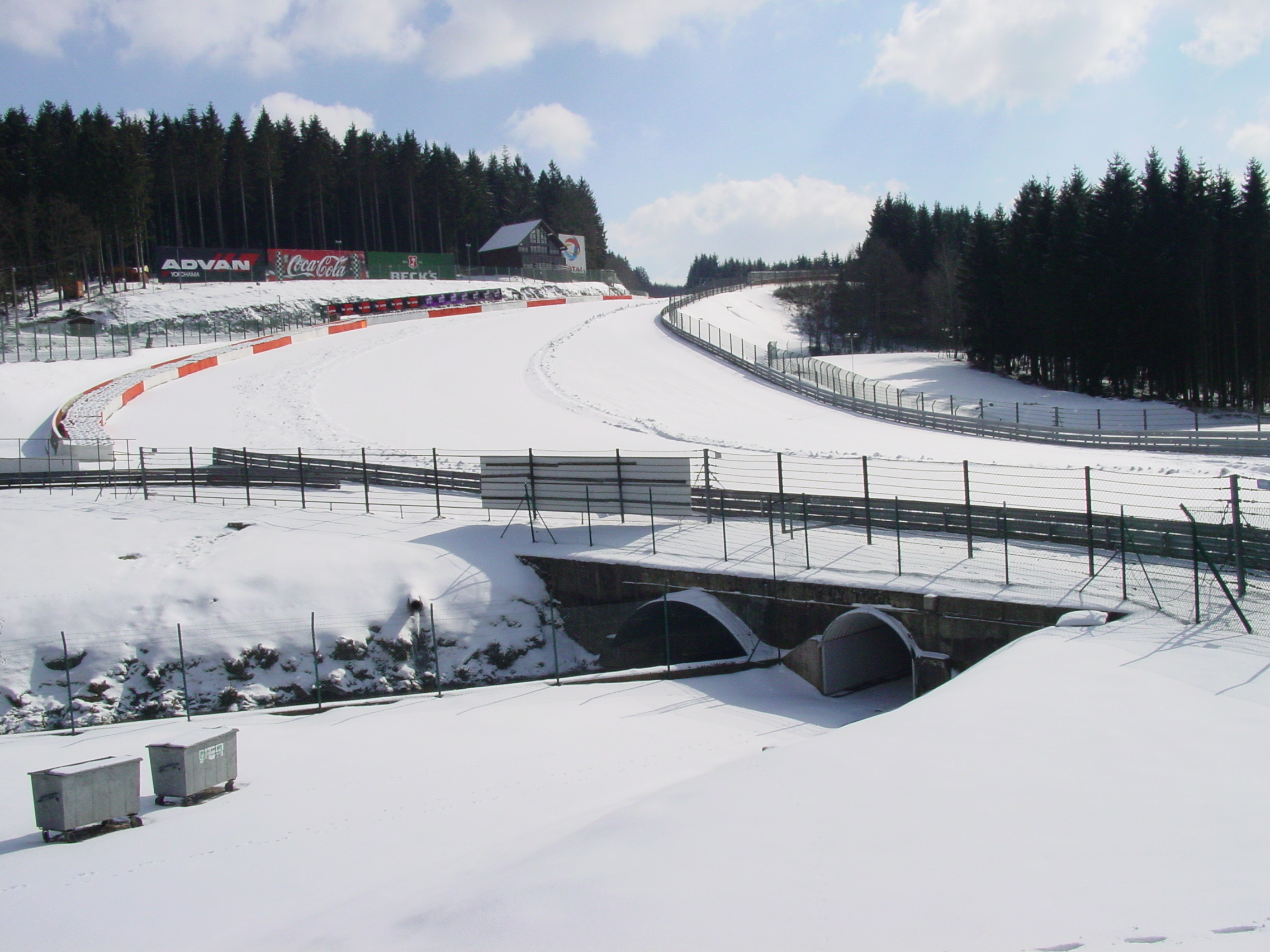
Le raidillon enneigé.
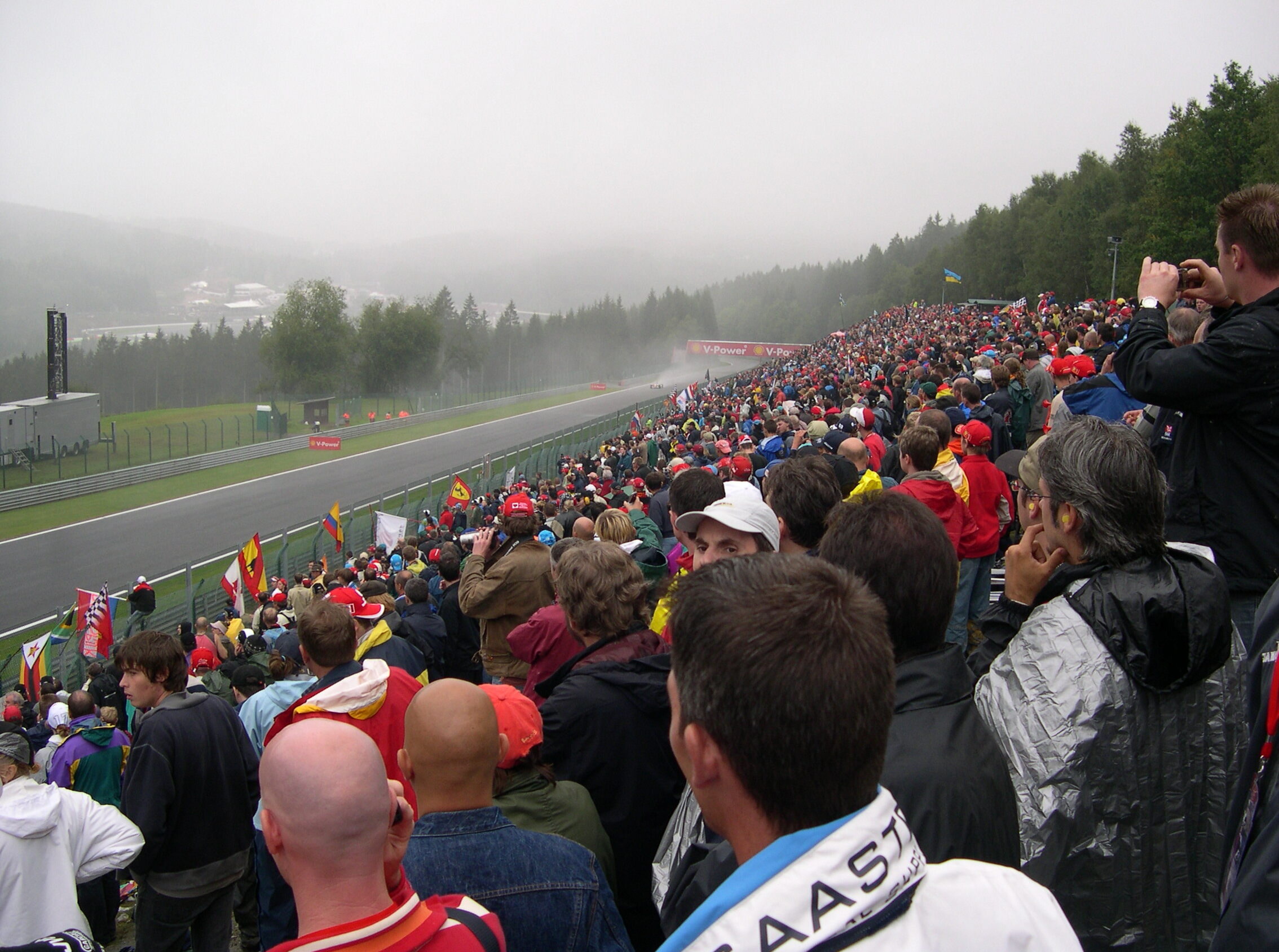
Public devant la ligne droite de Kemmel.